# Албански језици
Албански језици (приватни код: alba), грана индоевропских језика чија четири представника чине албански макројезик. Та четири језика говоре се на подручју Албаније, Србије, Грчке, Италије као и по многим државама широм света. Укупно их говори око 5.825.000 људи. Унутар албанске гране језика постоје два огранка, гегијска са гегијским језиком, и тоскијска са арванитиком, тоскијским и арберешким (арбанашким).

## Језици и популација
1. гегијски језици (1):
а) гегијски [aln] (Косово и Метохија, северна Албанија, северозападна Македонија), 4.156.090 говорника.
2. тоскијски језици (3):
а) арберешки (арбанашки) [aae] (Италија), 80.000 говорника. Етничких: 260.000.
б) арванитски (арванитика) [aat] (Грчка), 50.000 говорника. Етничких: 150.000 говорника.
в) тоскијски [als] (јужна Албанија), 3.035.000 говорника.